# Aire urbaine (France)

Illustration des termes de ville-centre, banlieue, couronne périurbaine, unité urbaine et aire urbaine d'après l'Insee.

Pour les articles homonymes, voir Aire urbaine.
L'aire urbaine est une ancienne catégorie de zonage utilisée par l'Insee pour appréhender et décrire l'organisation urbaine de la France, et notamment le phénomène de la périurbanisation.
La notion d’aire urbaine est utilisée dans d’autres pays, mais avec une signification assez différente. Le terme d'aire métropolitaine peut également être utilisé, mais celui-ci désigne, en France, les plus grandes aires urbaines.
Ce zonage a été abandonné par l'Insee en 2020, au profit d'un zonage en aire d'attraction d'une ville répondant à une définition un peu différente, mais qui vise à appréhender des phénomènes similaires.

## Notion

### Définition
La notion d'aire urbaine repose sur celle d’unité urbaine, définie selon des critères morphologiques (continuité du bâti) et démographiques (taille minimale). On utilise pour l'aire urbaine également des critères de fonctionnement : le nombre d'emplois offerts et les déplacements domicile-travail.
Une aire urbaine est, selon la définition de l'Insee, un ensemble continu et sans enclave formé par un pôle urbain (unité urbaine offrant plus de 10 000 emplois) et par sa couronne périurbaine, c'est-à-dire les communes dont 40 % de la population active résidente ayant un emploi travaille dans le pôle urbain ou dans une commune fortement attirée par celui-ci ; ces communes sont dites monopolarisées.
Cette définition a été élaborée entre 1994 et 1996 et appliquée pour la première fois en 1997 dans le cadre du recensement de 1990, en remplacement de la notion de zone de peuplement industriel et urbain (ZPIU), devenue trop peu discriminante. La taille minimale des pôles urbains était alors fixée à 5 000 emplois, elle a été portée à 10 000 lors de la révision en 2011. Cette révision s'est appuyée sur les données du recensement de la population de 2008. La fréquence prévue pour les prochaines mises à jour est de dix ans.
L'aire urbaine représente l'ensemble des habitants d'un même bassin d'emploi. Elle peut être considérée en particulier comme le bon cadre pour mettre au point des politiques de transport en commun. Ainsi, l'aire urbaine de Paris recouvre à peu près la superficie couverte par le réseau des transports en commun d'Île-de-France. Cependant, on constate souvent que les ressorts territoriaux des autorités organisatrices de la mobilité sont nettement plus petits que les aires urbaines, les habitants des zones périurbaines se trouvant ainsi mal desservis. La notion d'aire urbaine entre donc dans le cadre de la politique d'aménagement du territoire, tandis que l'unité urbaine ou agglomération concernera plutôt la politique de la ville.
En 2020 l'Insee substitue à l'aire urbaine l’aire d'attraction d'une ville. Celle-ci est définie comme « un ensemble de communes, d’un seul tenant et sans enclave, qui définit l’étendue de l’influence d’un pôle de population et d’emploi sur les communes environnantes, cette influence étant mesurée par l’intensité des déplacements domicile-travail. Une aire est constituée d’un pôle et d’une couronne. »

### Zonage en aires urbaines
La définition de l'aire urbaine vise la couverture totale du territoire français : le zonage en aires urbaines. Les unités urbaines offrant plus de 10 000 emplois sont qualifiées de grands pôles urbains, entre 5 000 et 10 000 emplois de moyens pôles urbains [sic], entre 1 500 et 5 000 emplois de petits pôles urbains, qui forment avec leurs couronnes éventuelles les grandes aires urbaines, les moyennes aires urbaines [sic] et les petites aires urbaines.
Les communes dont plus de 40 % des actifs travaillent dans plusieurs aires urbaines sans atteindre ce seuil avec une seule d'entre elles sont dites multipolarisées. On distingue les communes multipolarisées des grandes aires urbaines et les autres communes multipolarisées. Typiquement, il s'agit des espaces à l'interstice entre plusieurs aires urbaines.
Toutes les autres communes sont qualifiées de communes isolées hors influence des pôles.
Au total, le zonage définit donc neuf catégories :
1. Les grands pôles urbains.
2. La couronne des grands pôles urbains.
3. Les communes multipolarisées des grandes aires urbaines.
4. Les moyens pôles urbains.
5. La couronne des moyens pôles urbains.
6. Les petits pôles urbains.
7. La couronne des petits pôles urbains.
8. Les autres communes multipolarisées.
9. Les communes isolées hors influence des pôles.

Les catégories 1 et 2 forment les grandes aires urbaines, les catégories 2 et 3 forment l'espace périurbain et les catégories 1, 2 et 3 forment l'espace des grandes aires urbaines.
Le département de l'Ain présente tous les types de communes :
- Les communes de Bourg-en-Bresse et Oyonnax sont centres de grands pôles urbains, celle de Montluel appartient à la banlieue du pôle urbain de Lyon.
- La commune de Gex appartient à la couronne du grand pôle urbain du Grand Genève, tandis que Feillens appartient à celle de Mâcon.
- La commune de Vonnas est une commune multipolarisée des grandes aires urbaines.
- Les communes de Belley, Bellegarde-sur-Valserine et Ambérieu-en-Bugey (cette dernière incrémentée des communes de Lagnieu, Ambronay et Pont-d'Ain) sont centres d'un moyen pôle.
- La commune de Cuzieu est dans la couronne du moyen pôle de Belley.
- Les communes de Hauteville-Lompnes, Montréal-la-Cluse, Nantua et Culoz sont centres d'un petit pôle.
- La commune de Cormaranche-en-Bugey est dans la couronne du petit pôle d'Hauteville-Lompnes.
- La commune d'Izernore fait partie des autres communes multipolarisées.
- La commune de Saint-Trivier-de-Courtes est isolée hors influence des pôles.

### Notion d'aires urbaine et métropolitaine
Dans une étude publiée en 2011, l'Insee introduit les notions d'aire métropolitaine et de grande aire urbaine. Les 41 plus grandes aires urbaines françaises ont été déterminées selon la « loi rang-taille », qui établit une relation entre la taille de la ville (pour chacune des trois variables suivantes : population, nombre d'emplois, nombre de cadres des fonctions métropolitaines) et son rang de classement. Les fonctions métropolitaines sont, selon l'Insee, celles qui assurent l'attraction et le rayonnement des plus grandes villes. Elles sont au nombre de cinq : celles qui sont liées aux prestations intellectuelles, à la conception-recherche, au commerce inter-entreprises, à la gestion ou à la culture et aux loisirs.
Les aires métropolitaines sont les plus grandes aires urbaines, ayant au moins 500 000 habitants et concentrant au moins 20 000 cadres des fonctions métropolitaines (CFM), c'est-à-dire les cadres et chefs d'entreprise d'au moins dix salariés travaillant dans les fonctions métropolitaines. Elles sont au nombre de treize : Paris, Lyon, Marseille, Lille, Toulouse, Bordeaux, Nice, Nantes, Strasbourg, Rennes, Grenoble, Saint-Étienne et Montpellier.
Vingt-huit autres aires urbaines de plus de 200 000 habitants concentrent, à un moindre degré (moins de 20 000 chacune), les cadres des fonctions métropolitaines, et figurent dans le classement des grandes aires urbaines : il s'agit de Toulon, Douai, Rouen, Metz, Clermont-Ferrand, Nancy, Valenciennes, Tours, Caen, Orléans, Angers, Dijon, Avignon, Brest, Le Mans, Reims, Le Havre, Mulhouse, Perpignan, Amiens, Dunkerque, Limoges, Nîmes, Besançon, Pau, Bayonne, Poitiers et Annecy.
Au total, l'ensemble de ces quarante et une aires urbaines concentrait, au recensement de 2006, 68,1 % de la population des 355 aires urbaines françaises, 78,8 % de leurs emplois, 77,4 % des emplois des fonctions métropolitaines et 84,4 % des cadres des fonctions métropolitaines.

## Données statistiques

Carte de France présentant son découpage communal. Les couleurs utilisées indiquent le statut de ces communes du point de vue de l'organisation urbaine en 2010 :
(rouge) communes des pôles urbains
(orange) communes des couronnes urbaines
(jaune) communes multipolarisées
(blanc) communes non polarisées

Ces données statistiques concernent le zonage en aires urbaines 2010, et les recensements de population 2008, 2009 et 2010. Le zonage reste inchangé avec la publication des populations légales 2009 et ne devrait changer que tous les 10 ans.

### Population des différents espaces du ZAU en 2009
| Catégorie du ZAU 2010                                                   | Population (2009) |
| ----------------------------------------------------------------------- | ----------------- |
| Commune appartenant à un grand pôle (10 000 emplois ou plus)            | +36 598 264,      |
| Commune appartenant à la couronne d'un grand pôle                       | +11 719 267,      |
| Commune multipolarisée des grandes aires urbaines                       | +03 245 115,      |
| Commune appartenant à un moyen pôle (5 000 à moins de 10 000 emplois)   | +01 758 122,      |
| Commune appartenant à la couronne d'un moyen pôle                       | +00352 877,       |
| Commune appartenant à un petit pôle (de 1 500 à moins de 5 000 emplois) | +02 333 822,      |
| Commune appartenant à la couronne d'un petit pôle                       | +00168 505,       |
| Autre commune multipolarisée                                            | +03 347 708,      |
| Commune isolée hors influence des pôles                                 | +02 942 029,      |
| France métropolitaine                                                   | +62 465 709,      |

### Grandes évolutions entre 1999 et 2008
L'espace des grandes aires urbaines s'est étendu de 39 % entre 1999 et 2008. Il occupe près de la moitié du territoire (46 %), et concentre 83 % de la population et 85 % de l'emploi. On y observe une concentration croissante de l'emploi dans les grands pôles (qui ont gagné 2 millions d'emplois alors qu'ils ne gagnaient que 1,3 million d'habitants), ce qui contribue à attirer des actifs des autres communes, surtout de la couronne périurbaine ou multipolarisées.
| Catégorie du zonage                                     | Population 2008 | (en %) | Surface 2008 (km²) | (en %) | Densité (hab/km²) | Nombre d'emplois | (en %) | Évolution de la population 1999-2008 | Évolution de la surface 1999-2008 | Évolution des emplois 1999-2008 |
| ------------------------------------------------------- | --------------- | ------ | ------------------ | ------ | ----------------- | ---------------- | ------ | ------------------------------------ | --------------------------------- | ------------------------------- |
| Grands pôles urbains (1)                                | 36 513 532      | 58,8   | 43 362             | 8,0    | 842,1             | 17 945 057       | 70,0   | 8,8                                  | 21,7                              | 16,8                            |
| Couronnes des grands pôles urbains (2)                  | 11 566 682      | 18,6   | 155 817            | 28,6   | 74,2              | 2 856 676        | 11,2   | 39,1                                 | 41,5                              | 48,5                            |
| Communes multipolarisées des grandes aires urbaines (3) | 3 207 765       | 5,2    | 51 451             | 9,5    | 62,3              | 862 783          | 3,4    | 45,3                                 | 50,1                              | 60,6                            |
| Espace périurbain (2 + 3)                               | 14 774 447      | 23,8   | 207 268            | 38,1   | 71,3              | 3 719 459        | 14,5   | 40,4                                 | 43,5                              | 51,2                            |
| Espace des grandes aires urbaines (1 + 2 + 3)           | 51 287 979      | 82,1   | 250 631            | 46,1   | 204,6             | 21 664 516       | 84,5   | 16,3                                 | 39,2                              | 21,5                            |
| Autres catégories                                       | 10 846 887      | 17,4   | 293 316            | 54,0   | 37,0              | 3 931 413        | 15,4   | −24,8                                | −19,4                             | −21,0                           |

Les populations et le nombre d'emplois de ce tableau sont issus des recensements de la population 2008 et 1999.

### Les 50 plus grandes aires urbaines
L'Insee a publié, le 18 octobre 2011, le nouveau zonage 2010 des aires urbaines. Les douze premières aires urbaines sont désormais, dans l'ordre décroissant, Paris, Lyon, Marseille–Aix-en-Provence, Toulouse, Bordeaux, Lille (partie française), Nice, Nantes, Strasbourg (partie française), Rennes, Grenoble et Rouen. Dans ce classement de tête, Toulouse, Bordeaux, Nantes et Rennes remontent alors que Grenoble, Nice et Toulon descendent. Pour Lille, Strasbourg, Valenciennes, Genève-Annemasse et Bayonne, les chiffres sont tronqués dans la mesure où ils ne représentent que la partie française d'une aire urbaine ayant un bassin de population transnational.
Les 50 plus grandes aires urbaines françaises en 2011, 2012, 2013, 2014, 2015, et 2016 avec le zonage de 2010 :
| #  | Aire urbaine                          | Population (2016) | Population (2015) | Population (2014) | Population (2013) | Population (2012) | Population (2011) | Évolution annuelle 2016/2011 | Superficie (km²) | Densité (2016) (hab/km²) |
| -- | ------------------------------------- | ----------------- | ----------------- | ----------------- | ----------------- | ----------------- | ----------------- | ---------------------------- | ---------------- | ------------------------ |
| 1  | Paris                                 | +12 568 755,      | +12 532 901,      | +12 475 808,      | +12 405 426,      | +12 341 418,      | +12 292 895,      | + 0,4 %                      | +17 174,         | +0732,                   |
| 2  | Lyon                                  | +02 310 850,      | +02 291 763,      | +02 265 375,      | +02 237 676,      | +02 214 068,      | +02 188 759,      | + 1,1 %                      | +6 019,          | +0384,                   |
| 3  | Marseille - Aix-en-Provence           | +01 756 296,      | +01 752 398,      | +01 743 990,      | +01 734 277,      | +01 727 070,      | +01 720 941,      | + 0,4 %                      | +3 175,          | +0553,                   |
| 4  | Toulouse                              | +01 345 343,      | +01 330 954,      | +01 312 304,      | +01 291 517,      | +01 270 760,      | +01 250 251,      | + 1,5 %                      | +5 382,          | +0250,                   |
| 5  | Bordeaux                              | +01 232 550,      | +01 215 769,      | +01 196 122,      | +01 178 335,      | +01 158 431,      | +01 140 668,      | + 1,6 %                      | +5 613,          | +0220,                   |
| 6  | Lille (partie française)              | +01 187 824,      | +01 184 708,      | +01 182 127,      | +01 175 828,      | +01 166 452,      | +01 159 547,      | + 0,5 %                      | +975,            | +1 218,                  |
| 7  | Nice                                  | +01 006 402,      | +01 005 891,      | +01 006 289,      | +01 004 826,      | +01 004 914,      | +01 003 947,      | + 0,0 %                      | +2 561,          | +0393,                   |
| 8  | Nantes                                | +00961 521,       | +00949 316,       | +00934 165,       | +00908 815,       | +00897 713,       | +00884 275,       | + 1,5 %                      | +3 405,          | +0282,                   |
| 9  | Strasbourg (partie française)         | +00785 839,       | +00780 515,       | +00776 465,       | +00773 447,       | +00768 868,       | +00764 013,       | + 0,6 %                      | +2 198,          | +0358,                   |
| 10 | Rennes                                | +00727 357,       | +00719 840,       | +00710 481,       | +00700 675,       | +00690 427,       | +00679 866,       | + 1,4 %                      | +3 729,          | +0195,                   |
| 11 | Grenoble                              | +00687 985,       | +00690 050,       | +00687 271,       | +00684 398,       | +00679 863,       | +00675 122,       | + 0,4 %                      | +2 615,          | +0264,                   |
| 12 | Rouen                                 | +00665 249,       | +00663 743,       | +00663 070,       | +00660 256,       | +00658 285,       | +00655 013,       | + 0,3 %                      | +2 345,          | +0284,                   |
| 13 | Toulon                                | +00626 504,       | +00622 895,       | +00616 763,       | +00611 978,       | +00611 237,       | +00606 987,       | + 0,6 %                      | +1 153,          | +0543,                   |
| 14 | Montpellier                           | +00607 896,       | +00599 365,       | +00589 610,       | +00579 401,       | +00569 956,       | +00561 326,       | + 1,6 %                      | +1 736,          | +0350,                   |
| 15 | Douai - Lens                          | +00539 064,       | +00539 715,       | +00539 870,       | +00539 322,       | +00540 281,       | +00542 946,       | - 0,1 %                      | +679,            | +0794,                   |
| 16 | Avignon                               | +00529 190,       | +00527 731,       | +00524 490,       | +00518 981,       | +00515 536,       | +00515 123,       | + 0,5 %                      | +2 084,          | +0254,                   |
| 17 | Saint-Étienne                         | +00519 834,       | +00517 585,       | +00515 398,       | +00515 240,       | +00512 830,       | +00508 548,       | + 0,4 %                      | +1 689,          | +0308,                   |
| 18 | Tours                                 | +00494 453,       | +00492 722,       | +00490 915,       | +00487 023,       | +00483 743,       | +00480 378,       | + 0,6 %                      | +3 194,          | +0155,                   |
| 19 | Clermont-Ferrand                      | +00482 472,       | +00479 096,       | +00475 694,       | +00472 943,       | +00469 922,       | +00467 178,       | + 0,6 %                      | +2 415,          | +0200,                   |
| 20 | Nancy                                 | +00435 356,       | +00435 336,       | +00433 600,       | +00432 788,       | +00434 479,       | +00434 565,       | + 0,0 %                      | +2 367,          | +0184,                   |
| 21 | Orléans                               | +00435 235,       | +00433 337,       | +00430 159,       | +00425 495,       | +00423 123,       | +00421 047,       | + 0,6 %                      | +3 133,          | +0139,                   |
| 22 | Caen                                  | +00419 974,       | +00418 148,       | +00408 728,       | +00405 409,       | +00403 623,       | +00401 208,       | + 0,6 %                      | +1 904,          | +0221,                   |
| 23 | Angers                                | +00419 633,       | +00413 325,       | +00411 541,       | +00407 295,       | +00403 765,       | +00400 428,       | + 0,7 %                      | +2 380,          | +0176,                   |
| 24 | Metz                                  | +00391 187,       | +00389 612,       | +00389 188,       | +00389 898,       | +00389 700,       | +00389 529,       | + 0,1 %                      | +1 608,          | +0243,                   |
| 25 | Dijon                                 | +00385 400,       | +00384 824,       | +00382 590,       | +00380 236,       | +00377 590,       | +00375 841,       | + 0,5 %                      | +3 339,          | +0115,                   |
| 26 | Béthune                               | +00370 328,       | +00370 326,       | +00370 564,       | +00369 795,       | +00368 633,       | +00367 924,       | + 0,1 %                      | +885,            | +0418,                   |
| 27 | Valenciennes (partie française)       | +00369 336,       | +00369 849,       | +00369 326,       | +00367 992,       | +00368 094,       | +00367 998,       | + 0,1 %                      | +643,            | +0574,                   |
| 28 | Le Mans                               | +00347 397,       | +00347 348,       | +00347 097,       | +00346 686,       | +00344 893,       | +00343 175,       | + 0,2 %                      | +2 015,          | +0172,                   |
| 29 | Perpignan                             | +00323 336,       | +00320 785,       | +00317 155,       | +00313 861,       | +00309 962,       | +00305 546,       | + 1,1 %                      | +982,            | +0329,                   |
| 30 | Reims                                 | +00322 473,       | +00322 264,       | +00320 276,       | +00319 059,       | +00317 611,       | +00315 480,       | + 0,4 %                      | +2 383,          | +0135,                   |
| 31 | Genève - Annemasse (partie française) | +00320 475,       | +00314 972,       | +00307 853,       | +00300 200,       | +00292 180,       | +00284 525,       | + 2,4 %                      | +1 172,          | +0273,                   |
| 32 | Brest                                 | +00319 947,       | +00318 829,       | +00317 379,       | +00315 982,       | +00314 844,       | +00314 239,       | + 0,4 %                      | +995,            | +0322,                   |
| 33 | Pointe-à-Pitre - Les Abymes           | +00310 251,       | +00313 432,       | +00314 647,       | +00315 684,       | +00315 917,       | +00316 599,       | - 0,4 %                      | +1 118,          | +0277,                   |
| 34 | Bayonne (partie française)            | +00301 224,       | +00297 375,       | +00293 987,       | +00291 443,       | +00288 359,       | +00283 571,       | + 1,2 %                      | +1 249,          | +0241,                   |
| 35 | Amiens                                | +00297 468,       | +00295 892,       | +00295 055,       | +00294 595,       | +00293 671,       | +00293 646,       | + 0,3 %                      | +2 116,          | +0141,                   |
| 36 | Le Havre                              | +00289 134,       | +00290 684,       | +00290 810,       | +00290 037,       | +00290 890,       | +00291 579,       | - 0,2 %                      | +678,            | +0426,                   |
| 37 | Mulhouse                              | +00285 121,       | +00285 449,       | +00285 603,       | +00286 730,       | +00284 739,       | +00282 714,       | + 0,2 %                      | +505,            | +0564,                   |
| 38 | Limoges                               | +00283 557,       | +00283 823,       | +00283 807,       | +00283 050,       | +00282 971,       | +00282 876,       | + 0,0 %                      | +2 309,          | +0123,                   |
| 39 | Nîmes                                 | +00268 087,       | +00266 593,       | +00266 193,       | +00264 647,       | +00259 348,       | +00256 205,       | + 0,9 %                      | +776,            | +0346,                   |
| 40 | Poitiers                              | +00261 795,       | +00260 626,       | +00258 837,       | +00257 233,       | +00255 831,       | +00254 051,       | + 0,6 %                      | +2 338,          | +0113,                   |
| 41 | Dunkerque                             | +00256 100,       | +00257 652,       | +00258 030,       | +00257 269,       | +00257 773,       | +00257 887,       | - 0,1 %                      | +790,            | +0324,                   |
| 42 | Besançon                              | +00251 293,       | +00250 563,       | +00249 656,       | +00248 899,       | +00246 841,       | +00245 178,       | + 0,5 %                      | +1 883,          | +0133,                   |
| 43 | Pau                                   | +00243 901,       | +00243 122,       | +00242 829,       | +00241 495,       | +00240 857,       | +00240 898,       | + 0,2 %                      | +1 487,          | +0164,                   |
| 44 | Annecy                                | +00236 407,       | +00234 085,       | +00229 782,       | +00225 173,       | +00221 111,       | +00219 470,       | + 1,4 %                      | +789,            | +0300,                   |
| 45 | Chambéry                              | +00224 811,       | +00223 280,       | +00222 185,       | +00220 118,       | +00217 356,       | +00216 528,       | + 0,8 %                      | +794,            | +0283,                   |
| 46 | Saint-Nazaire                         | +00220 925,       | +00219 698,       | +00218 021,       | +00215 408,       | +00213 083,       | +00211 675,       | + 0,9 %                      | +871,            | +0254,                   |
| 47 | Lorient                               | +00218 689,       | +00217 901,       | +00217 182,       | +00216 977,       | +00215 591,       | +00214 066,       | + 0,4 %                      | +788,            | +0278,                   |
| 48 | La Rochelle                           | +00215 503,       | +00214 109,       | +00212 184,       | +00209 453,       | +00207 211,       | +00205 822,       | + 0,9 %                      | +1 004,          | +0215,                   |
| 49 | Saint-Denis (La Réunion)              | +00204 304,       | +00202 993,       | +00200 090,       | +00197 256,       | +00199 222,       | +00197 883,       | + 0,6 %                      | +288,            | +0710,                   |
| 50 | Troyes                                | +00194 943,       | +00194 504,       | +00193 194,       | +00192 445,       | +00191 505,       | +00190 179,       | + 0,6 %                      | +1 993,          | +0098,                   |

## Zonage de 1990

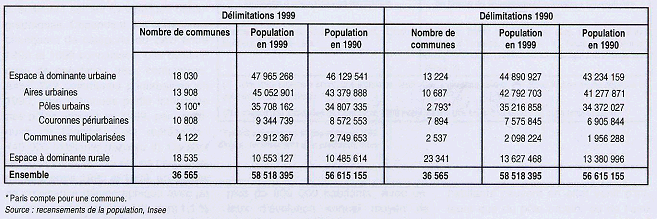

En 1990, les ZPIU ( Zone de peuplement industriel et urbain) couvrent les trois quarts du territoire de la France métropolitaine, alors qu’en 1975 elle représente qu’un tiers du territoire. Les ZPIU ont été créées par l’Insee en 1962 puis ils l'ont remplacées par le ZAU ( Zonage en aire urbaine).
En 1990, 73 % de la population française habite dans une aire urbaine. Cette aire urbaine regroupe 10 687 communes en 1990 et couvrent 132 000 km2. Cette évolution provoque une augmentation au niveau de la population dans les zones périurbaines qui est passée de - 0,09 % par an entre 1982 et 1990 à + 0.12 % par an entre 1990 et 1999.

## Zonage de 1999

### Nombre
- (rouge) communes des pôles urbains
- (orange) communes monopolarisées
- (jaune) communes multipolarisées
- (blanc) communes non polarisées

Carte du département de la Loire-Atlantique présentant son découpage communal selon les critères définis en 1999. Les couleurs utilisées indiquent le statut de ces communes du point de vue de l'organisation urbaine :
(rouge) communes des pôles urbains
(orange) communes monopolarisées
(jaune) communes multipolarisées
(blanc) communes non polarisées
Les limites des six aires urbaines du département, formées par les communes des pôles urbains et les communes monopolarisées, sont indiquées par un trait gras.
Cette carte ne fait pas figurer les communes hors de la Loire-Atlantique, or certaines aires urbaines sont à cheval sur plusieurs départements. En particulier il n'y figure qu'une seule commune sur les neuf de l'aire urbaine de Redon au nord-ouest.

Au recensement de 1999, l'Insee a délimité 354 aires urbaines en France. Elles sont toutes situées en métropole, la notion d'aire urbaine n'étant pas définie outre-mer. Avec ses 12,4 millions d'habitants en 2013, l'aire urbaine de Paris se classe comme une mégapole soit plus de 10 millions d'habitants.
Nombre d'aires urbaines par tranche de population :
| Population (2006)     | Nombre |
| --------------------- | ------ |
| Plus de 10 000 000    | 1      |
| 1 000 000 à 9 999 999 | 6      |
| 500 000 à 999 999     | 10     |
| 200 000 à 499 999     | 28     |
| 100 000 à 199 999     | 36     |
| 50 000 à 99 999       | 59     |
| 20 000 à 49 999       | 119    |
| 10 000 à 19 999       | 92     |
| Moins de 10 000       | 6      |
| Total                 | 354    |

### 354 aires urbaines de 1999
Au total, en 1999, les aires urbaines de France métropolitaine regroupaient 45 047 359 habitants (77 % de la population) sur 176 293 km2 (32 % du territoire) et 13 905 communes (38 % du total). Le reste de la population était situé dans l'une des 4 121 communes multipolarisées n'appartenant pas spécifiquement à une unique aire (2 911 628 habitants, 47 840 km2) ou l'une des 18 525 communes à dominante rurale (10 552 994 habitants, 319 891 km2).

## Zonage de 2010
L'INSEE a recensé en octobre 2011 le zonage urbain au sein du territoire français sur les bases des données de la population en 2008. Les « grandes aires urbaines » d'au moins 10 000 emplois sont composées de 241 aires qui regroupent (77 %) de la population française. Les « aires urbaines moyennes » comprises entre 5 000 et 10 000 emplois sont au nombre de 131 soit (3,6 %) de la population française et les petites aires urbaines entre 1 500 et 5 000 emplois sont au nombre de 420 soit (4 %).
Au total on dénombre 792 aires urbaines qui structurent le territoire français où se regroupent (85 %) de la population.
Environ 95 % de la population vit sous l'influence de la ville, en revanche hors influence des villes on retrouve près de (5 %) de la population dans 7 500 communes rurales ou dans des petites villes.